# Kasteelpolder
De Kasteelpolder is een kleine polder ten noorden van Sluis.
De Kasteelpolder was een schorrengebied aan de oostzijde van het Zwin. Deze werd in 1624 bedijkt door Jacques van Loo, waarbij een polder van 21 ha ontstond. Deze polder is vernoemd naar het Kasteel van Sluis, dat echter niet in deze polder heeft gelegen, doch op de tegenoverliggende Zwinoever. Tussen beide oevers voer hier het Sluissche Veer, totdat deze zeearm in 1864 werd ingedijkt en de Zwinpolder ontstond.
De Kasteelpolder werd in 1653 en nogmaals in 1682 overstroomd, maar daarna steeds weer heringedijkt.